# Dinotiscus eupterus
Dinotiscus eupterus är en stekelart som först beskrevs av Walker 1836.  Dinotiscus eupterus ingår i släktet Dinotiscus och familjen puppglanssteklar. Arten är reproducerande i Sverige. Inga underarter finns listade i Catalogue of Life.